# Ukraina i olympiska sommarspelen 2008
Ukraina deltog i de olympiska sommarspelen 2008 i Peking.

## Badminton
- Herrar

| Vladislav Druzchenko | Singel | Lång (FIN) L 12-21, 19-21 | Gick inte vidare | Gick inte vidare | Gick inte vidare | Gick inte vidare | Gick inte vidare | Gick inte vidare |

- Damer

| Larisa Griga | Singel | Allegrini (ITA) W 21-15, 21-11 | Nehwal (IND) L 18-21, 10-21 | Gick inte vidare | Gick inte vidare | Gick inte vidare | Gick inte vidare | Gick inte vidare |

## Bordtennis
- Singel, herrar

| Idrottare | Gren   | Grundomgång                               | Omgång 1             | Omgång 2             | Omgång 3             | Omgång 4             | Kvartsfinal          | Semifinal            | Final                |
| Idrottare | Gren   | Motståndare Resultat                      | Motståndare Resultat | Motståndare Resultat | Motståndare Resultat | Motståndare Resultat | Motståndare Resultat | Motståndare Resultat | Motståndare Resultat |
| --------- | ------ | ----------------------------------------- | -------------------- | -------------------- | -------------------- | -------------------- | -------------------- | -------------------- | -------------------- |
| Kou Lei   | Singel | Saka (CGO) L 11-5, 9-11, 8-11, 6-11, 9-11 | Gick inte vidare     | Gick inte vidare     | Gick inte vidare     | Gick inte vidare     | Gick inte vidare     | Gick inte vidare     | Gick inte vidare     |

- Singel, damer

| Idrottare             | Gren   | Grundomgång                              | Omgång 1                                              | Omgång 2             | Omgång 3             | Omgång 4             | Kvartsfinal          | Semifinal            | Final                |
| Idrottare             | Gren   | Motståndare Resultat                     | Motståndare Resultat                                  | Motståndare Resultat | Motståndare Resultat | Motståndare Resultat | Motståndare Resultat | Motståndare Resultat | Motståndare Resultat |
| --------------------- | ------ | ---------------------------------------- | ----------------------------------------------------- | -------------------- | -------------------- | -------------------- | -------------------- | -------------------- | -------------------- |
| Margaryta Pesotska    | Singel | Shumakova (KAZ) W 11-8, 11-6, 11-6, 11-6 | Fang (ESP) L 11-9, 8-11, 4-11, 7-11, 9-11             | Gick inte vidare     | Gick inte vidare     | Gick inte vidare     | Gick inte vidare     | Gick inte vidare     | Gick inte vidare     |
| Tetyana Sorochinskaya | Singel | Yossry (EGY) W 11-5, 11-4, 12-10, 11-7   | Monfardini (ITA) L 7-11, 6-11, 11-9, 4-11, 11-7, 11-4 | Gick inte vidare     | Gick inte vidare     | Gick inte vidare     | Gick inte vidare     | Gick inte vidare     | Gick inte vidare     |

## Bågskytte
- Herrar

| Namn                                            | Gren         | Rankingrunda | Rankingrunda | 32-delsfinal                | 16-delsfinal                             | 8-delsfinal              | Kvartsfinal                  | Semifinal                              | Final                        | Final |
| Namn                                            | Gren         | Poäng        | Seed         | Resultat                    | Resultat                                 | Resultat                 | Resultat                     | Resultat                               | Resultat                     | Plats |
| ----------------------------------------------- | ------------ | ------------ | ------------ | --------------------------- | ---------------------------------------- | ------------------------ | ---------------------------- | -------------------------------------- | ---------------------------- | ----- |
| Markiyan Ivashko                                | Individuellt | 658          | 32           | Morillo (ESP)(33) L 115-107 | Gick inte vidare                         | Gick inte vidare         | Gick inte vidare             | Gick inte vidare                       | Gick inte vidare             | 41    |
| Oleksandr Serdjuk                               | Individuellt | 661          | 20           | Pieper (GER)(45) W 107-105  | Dobrowolski (POL) (13) L 111(+9)-111(+8) | Gick inte vidare         | Gick inte vidare             | Gick inte vidare                       | Gick inte vidare             | 18    |
| Viktor Ruban                                    | Individuellt | 678          | 3            | Youssef (EGY)(62) W 111-96  | Naray (AUS)(30) W 115-105                | Proć (POL)(19) W 114-108 | Ryuichi (JPN) (22) W 115-106 | Badënov (RUS) (31) W 112(+20)-112(+18) | Kyung-Mo (KOR) (4) W 113-112 |       |
| Markiyan Ivashko Oleksandr Serdjuk Viktor Ruban | Lag          | 1997         | 2            |                             |                                          | bye                      | Taiwan (7) W 214-211         | Italien (6) L 223-221                  | Kina (12) L 222-219          | 4     |

- Damer

| Namn             | Gren         | Rankingrunda | Rankingrunda | 32-delsfinal                   | 16-delsfinal               | 8-delsfinal      | Kvartsfinal      | Semifinal        | Final            | Final |
| Namn             | Gren         | Poäng        | Seed         | Resultat                       | Resultat                   | Resultat         | Resultat         | Resultat         | Resultat         | Plats |
| ---------------- | ------------ | ------------ | ------------ | ------------------------------ | -------------------------- | ---------------- | ---------------- | ---------------- | ---------------- | ----- |
| Tetyana Berezhna | Individuellt | 627          | 38           | Zhang (CHN) (27) L 109-97      | Gick inte vidare           | Gick inte vidare | Gick inte vidare | Gick inte vidare | Gick inte vidare | 38    |
| Viktoriya Koval  | Individuellt | 641          | 21           | Horáčková (CZE) (44) W 109-107 | Roman (MEX) (12) L 105-111 | Gick inte vidare | Gick inte vidare | Gick inte vidare | Gick inte vidare | 21    |

## Boxning
| Tävlande              | Viktklass     | Sextondelsfinal          | Åttondelsfinal         | Kvartsfinal          | Semifinal                  | Final                  |
| Tävlande              | Viktklass     | Motståndare Resultat     | Motståndare Resultat   | Motståndare Resultat | Motståndare Resultat       | Motståndare Resultat   |
| --------------------- | ------------- | ------------------------ | ---------------------- | -------------------- | -------------------------- | ---------------------- |
| Georgiy Chygayev      | Lätt flugvikt | Ayrapetyan (RUS) W 13-11 | Hernández (CUB) L 3-21 | Gick inte vidare     | Gick inte vidare           | Gick inte vidare       |
| Vasyl Lomatjenko      | Fjädervikt    | Selimov (RUS) W 14-7     | Sultonov (UZB) W 13-1  | Li Yang (CHN) W 12-3 | Kılıç (TUR) W 10-1         | Djelkhir (FRA) · W RSC |
| Olexandr Klyuchko     | Lättvikt      | Qing (CHN) L 8-10        | Gick inte vidare       | Gick inte vidare     | Gick inte vidare           | Gick inte vidare       |
| Oleksandr Stretskyy   | Weltervikt    | Castillo (DOM) W 9-6     | Johnson (BAH) L 4-9    | Gick inte vidare     | Gick inte vidare           | Gick inte vidare       |
| Sergiy Derevyanchenko | Medelvikt     | Wang (CHN) W 15-6        | Correa (CUB) L 4-18    | Gick inte vidare     | Gick inte vidare           | Gick inte vidare       |
| Oleksandr Usyk        | Tungvikt      | Yushan (CHN) W 23-4      | Russo (ITA) L 4-7      | Gick inte vidare     | Gick inte vidare           | Gick inte vidare       |
| Vjatjeslav Glazkov    | Supertungvikt |                          | Alfonso (CUB) W 5-3    | Ouatah (ALG) W 10-4  | Zhilei (CHN) Loss Walkover | Gick inte vidare       |

## Brottning

### Brottning - Fristil
- 66 kg H Andrej Stadnik
- 48 kg D Irina Melnik
- 84 kg H Taras Danko

| Tävlande         | Gren                   | Kvalifikation           | 1/8 Final                           | Kvartsfinal                   | Semifinal                   | Återkval 1           | Återkval 2             | Final                                         |
| Tävlande         | Gren                   | Motståndare Resultat    | Motståndare Resultat                | Motståndare Resultat          | Motståndare Resultat        | Motståndare Resultat | Motståndare Resultat   | Motståndare Resultat                          |
| ---------------- | ---------------------- | ----------------------- | ----------------------------------- | ----------------------------- | --------------------------- | -------------------- | ---------------------- | --------------------------------------------- |
| Vasyl Fedorysjyn | Fristil, fjädervikt    | i.u.                    | i.u.                                | i.u.                          | i.u.                        | i.u.                 | i.u.                   | DSQ                                           |
| Andrij Stadnik   | Fristil, lättvikt      | Schwab (USA) W 2-0, 4-0 | Kumar (IND) W 2-1, 6-0              | Batyrov (BLR) W 4-1, 1-4, 0-3 | Spiridonov (KAZ) W 1-0, 2-0 |                      |                        | Şahin (TUR) · L 2-2, 1-2, 2-2 · Silver        |
| Ibragim Aldatov  | Fristil, weltervikt    |                         | Gitinov (KGZ) L 3-0, 1-2, 1-2       | Did not advance               | Did not advance             | Did not advance      | Did not advance        | Did not advance                               |
| Taras Danko      | Fristil, mellanvikt    |                         | Mosquera (COL) W 3-0, 3-0           | Abdusalomov (TJK) L 1-0, 6-0  | Gick inte vidare            | Gick inte vidare     | Kumar (AUS) W 3-0, 6-0 | Bronsmatch · Balcı (TUR) · W 1-0, 2-0 · Brons |
| Heorhij Tibilov  | Fristil, tungvikt      |                         | Muradov (RUS) L 1-0, 0-1, 0-1       | Gick inte vidare              | Gick inte vidare            | Bye                  | Koç (TUR) W 1-0, 3-1   | Bronsmatch Gazyumov (AZE) L 0-5, 0-2          |
| Ivan Ishchenko   | Fristil, supertungvikt |                         | Aydin Polatci (TUR) L 3-0, 0-1, 0-1 | Gick inte vidare              | Gick inte vidare            | Gick inte vidare     | Gick inte vidare       | Gick inte vidare                              |
| Iryna Merleni    | Fristil, flugvikt      |                         | Tsogtbazar (MGL) W 5-0 F            | Icho (JPN) L 0-5 F            | Gick inte vidare            | Gick inte vidare     | Xiaomei (CHN) W 4-1 F  | Bronsmatch Chun (USA) · W 4-1 · Brons         |
| Natalia Synyshyn | Fristil, lättvikt      |                         | Van Dusen (USA) L 4-1, 1-1, 0-7     | Gick inte vidare              | Gick inte vidare            | Gick inte vidare     | Gick inte vidare       | Gick inte vidare                              |
| Yuliya Ostapchuk | Fristil, mellanvikt    |                         | Miller (USA) L 2-0, 0-2, 0-3        | Gick inte vidare              | Gick inte vidare            | Gick inte vidare     | Gick inte vidare       | Gick inte vidare                              |
| Svitlana Sayenko | Fristil, tungvikt      |                         | Unda (ESP) L 0-1, 1-3               | Gick inte vidare              | Gick inte vidare            | Gick inte vidare     | Gick inte vidare       | Gick inte vidare                              |

### Brottning - Grekisk-romersk
- 66 kg H Armen Vardanian

| Tävlande              | Gren                           | Kvalifikation                     | 1/8 Final                 | Kvartsfinal                    | Semifinal            | Återkval 1           | Återkval 2                      | Final                                               |
| Tävlande              | Gren                           | Motståndare Resultat              | Motståndare Resultat      | Motståndare Resultat           | Motståndare Resultat | Motståndare Resultat | Motståndare Resultat            | Motståndare Resultat                                |
| --------------------- | ------------------------------ | --------------------------------- | ------------------------- | ------------------------------ | -------------------- | -------------------- | ------------------------------- | --------------------------------------------------- |
| Yuriy Koval           | Grekisk-romersk, bantamvikt    | Fris (SRB) L 4-6, 2-1, 1-3        | Gick inte vidare          | Gick inte vidare               | Gick inte vidare     | Gick inte vidare     | Gick inte vidare                | Gick inte vidare                                    |
| Armen Vardanjan       | Grekisk-romersk, lättvikt      |                                   | Mansurov (AZE) W 3-0, 3-0 | Begaliev (KGZ) L 0-3, 2-0, 2-1 | Gick till återkvalet | Gick till återkvalet | Deitchler (USA) W 1-0, 1-3, 1-0 | Bronsmatch · Gergov (BUL) · W 4-1, 1-2, 6-1 · Brons |
| Volodimir Shatskykh   | Grekisk-romersk, weltervikt    | Julfalakyan (ARM) L 1-1, 1-1, 1-1 | Gick inte vidare          | Gick inte vidare               | Gick inte vidare     | Gick inte vidare     | Gick inte vidare                | Gick inte vidare                                    |
| Oleksandr Daragan     | Grekisk-romersk, mellanvikt    | Tahmasebi (IRI) L 0-4, 2-1, 3-3   | Gick inte vidare          | Gick inte vidare               | Gick inte vidare     | Gick inte vidare     | Gick inte vidare                | Gick inte vidare                                    |
| Oleg Kryoka           | Grekisk-romersk, tungvikt      | Özal (TUR) L 2-4, 2-1, 1-1        | Gick inte vidare          | Gick inte vidare               | Gick inte vidare     | Gick inte vidare     | Gick inte vidare                | Gick inte vidare                                    |
| Oleksandr Chernetskyi | Grekisk-romersk, supertungvikt | Byers (USA) L 1-1, 1-2            | Gick inte vidare          | Gick inte vidare               | Gick inte vidare     | Gick inte vidare     | Gick inte vidare                | Gick inte vidare                                    |

## Cykling

### Mountainbike
Herrar
| Cyklist        | Gren         | Tid | Placering |
| -------------- | ------------ | --- | --------- |
| Sergii Rysenko | Mountainbike | DNF | DNF       |

### Landsväg
Herrar
| Cyklist           | Gren      | Tid                | Placering |
| ----------------- | --------- | ------------------ | --------- |
| Andriy Grivko     | Linjelopp | DNF                | DNF       |
| Andriy Grivko     | Tempolopp | 1:08:01.25 (+5:49) | 32        |
| Denys Kostyuk     | Linjelopp | 6:39:42 (+15:53)   | 77        |
| Denys Kostyuk     | Tempolopp | 1:09:04.04 (+6:52) | 37        |
| Ruslan Pidgornyy  | Linjelopp | 6:34:22 (+10:33)   | 53        |
| Jaroslav Popovytj | Linjelopp | 6:26:17 (+2:28)    | 36        |

Damer
| Cyklist             | Gren      | Tid              | Placering |
| ------------------- | --------- | ---------------- | --------- |
| Oksana Kashchyshyna | Linjelopp | 3:34:13 (+ 1:17) | 42        |
| Tatiana Stiajkina   | Linjelopp | 3:33:17 (+ 0:41) | 32        |
| Yevgeniya Vysotska  | Linjelopp | 3:32:55 (+ 0:25) | 22        |

### Bana
Förföljelse
| Cyklist                                                                 | Gren                     | Kvalificering | Kvalificering | 1:a omgången              | 1:a omgången     | Final                              | Final            |
| Cyklist                                                                 | Gren                     | Tid           | Placering     | Motståndare Tid           | Placering        | Motståndare Tid                    | Placering        |
| ----------------------------------------------------------------------- | ------------------------ | ------------- | ------------- | ------------------------- | ---------------- | ---------------------------------- | ---------------- |
| Volodymyr Dyudya                                                        | Herrarnas förföljelse    | 4:21.530      | 4             | Burke (GBR) 4:30:321      | 5                | Gick inte vidare                   | Gick inte vidare |
| Vitaliy Popkov                                                          | Herrarnas förföljelse    | 4:30.321      | 14            | Gick inte vidare          | Gick inte vidare | Gick inte vidare                   | Gick inte vidare |
| Lesja Kalitovska                                                        | Damernas förföljelse     | 3:31.942      | 3             | Sereikaite (LTU) 3:36.808 | 3                | Bronze Medal Shanks (NZL) 3:34.156 | Brons            |
| Volodymyr Dyudya Lyubomyr Polatayko Maksym Polishchyuk Vitaliy Shchedov | Herrarnas lagförföljelse | 4:07.883      | 9             | Gick inte vidare          | Gick inte vidare | Gick inte vidare                   | Gick inte vidare |

Keirin
| Cyklist          | Gren             | 1:a omgången | Uppsamling | 2:a omgången     | Final     |
| Cyklist          | Gren             | Placering    | Placering  | Placering        | Placering |
| ---------------- | ---------------- | ------------ | ---------- | ---------------- | --------- |
| Andrii Vynokurov | Herrarnas keirin | 4            | 2          | Gick inte vidare | 13        |

Poänglopp
| Cyklist                            | Gren                | Poäng/varv | Placering |
| ---------------------------------- | ------------------- | ---------- | --------- |
| Volodymyr Rybin                    | Herrarnas poänglopp | 2          | 8         |
| Lesya Kaltovska                    | Damernas poänglopp  | 10         | 5         |
| Lyubomyr Polatayko Volodymyr Rybin | Herrarnas Madison   | -3         | 15        |

## Friidrott
- Sjukamp D Natalja Dobrynska
- 1 500 m D Irina Lisjtjinska
- Diskus D Olena Antonova
- 1 500 m D Natalija Tobias

Förkortningar
- Noteringar – Placeringarna avser endast löparens eget heat
- Q = Kvalificerad till nästa omgång
- q = Kvalificerade sig till nästa omgång som den snabbaste idrottaren eller, i fältgrenarna, via placering utan att uppnå kvalgränsen.
- NR = Nationellt rekord
- N/A = Omgången ingick inte i grenen
- Bye = Idrottaren behövde inte delta i denna omgång

Herrar
Bana och landsväg
| Idrottare            | Gren       | Heat     | Heat      | Kvartsfinal      | Kvartsfinal      | Semifinal        | Semifinal        | Final            | Final            |
| Idrottare            | Gren       | Resultat | Placering | Resultat         | Placering        | Resultat         | Placering        | Resultat         | Placering        |
| -------------------- | ---------- | -------- | --------- | ---------------- | ---------------- | ---------------- | ---------------- | ---------------- | ---------------- |
| Dmjtro Hlusjtjenko   | 100 m      | 10.92    | 5         | Gick inte vidare | Gick inte vidare | Gick inte vidare | Gick inte vidare | Gick inte vidare | Gick inte vidare |
| Ihor Bodrov          | 200 m      | 21.38    | 6         | Gick inte vidare | Gick inte vidare | Gick inte vidare | Gick inte vidare | Gick inte vidare | Gick inte vidare |
| Mjhajlo Knjsj        | 400 m      | 46.28    | 6         | i.u.             | i.u.             | Gick inte vidare | Gick inte vidare | Gick inte vidare | Gick inte vidare |
| Ivan Hesjko          | 1 500 m    | DNS      | DNS       | i.u.             | i.u.             | Gick inte vidare | Gick inte vidare | Gick inte vidare | Gick inte vidare |
| Oleksandr Kuzin      | Maraton    | i.u.     | i.u.      | i.u.             | i.u.             | i.u.             | i.u.             | DNF              | DNF              |
| Vasjl Matvijtjuk     | Maraton    | i.u.     | i.u.      | i.u.             | i.u.             | i.u.             | i.u.             | 2:17:50          | 27               |
| Oleksandr Sitkovskij | Maraton    | i.u.     | i.u.      | i.u.             | i.u.             | i.u.             | i.u.             | DNF              | DNF              |
| Andriy Kovenko       | 20 km gång | i.u.     | i.u.      | i.u.             | i.u.             | i.u.             | i.u.             | 1:22:59          | 24               |
| Serhij Budza         | 50 km gång | i.u.     | i.u.      | i.u.             | i.u.             | i.u.             | i.u.             | 3:58:21          | 24               |
| Oleksij Kazanin      | 50 km gång | i.u.     | i.u.      | i.u.             | i.u.             | i.u.             | i.u.             | DNF              | DNF              |
| Oleksiy Shelest      | 50 km gång | i.u.     | i.u.      | i.u.             | i.u.             | i.u.             | i.u.             | 3:59:46          | 27               |

Teknikgrenar
| Idrottare          | Gren           | Kval    | Kval      | Final            | Final            |
| Idrottare          | Gren           | Distans | Placering | Distans          | Placering        |
| ------------------ | -------------- | ------- | --------- | ---------------- | ---------------- |
| Andrij Makartjev   | Längdhopp      | 7.77    | 23        | Gick inte vidare | Gick inte vidare |
| Viktor Kuznjetsov  | Tresteg        | 17.11   | 12 q      | 16.87            | 8                |
| Mjkola Savolajnen  | Tresteg        | 17.00   | 16        | Gick inte vidare | Gick inte vidare |
| Viktor Jastrebov   | Tresteg        | 16.52   | 26        | Gick inte vidare | Gick inte vidare |
| Dmytro Demjanjuk   | Höjdhopp       | 2.20    | 21        | Gick inte vidare | Gick inte vidare |
| Jurij Krymarenko   | Höjdhopp       | 2.15    | 33        | Gick inte vidare | Gick inte vidare |
| Oleksandr Nartov   | Höjdhopp       | 2.10    | 39        | Gick inte vidare | Gick inte vidare |
| Oleksandr Kortjmid | Stavhopp       | 5.35    | 22        | Gick inte vidare | Gick inte vidare |
| Maksjm Mazurjk     | Stavhopp       | 5.55    | 16        | Gick inte vidare | Gick inte vidare |
| Denis Jurtjenko    | Stavhopp       | i.u.    | i.u.      | DSQ              | DSQ              |
| Jurij Bilonoh      | Kulstötning    | 20.36   | 7 q       | 20.63            | 6                |
| Andrij Semenov     | Kulstötning    | 20.01   | 14        | Gick inte vidare | Gick inte vidare |
| Oleksij Semenov    | Diskuskastning | 60.18   | 24        | Gick inte vidare | Gick inte vidare |
| Roman Avramenko    | Spjutkastning  | 71.64   | 28        | Gick inte vidare | Gick inte vidare |
| Artem Rubanko      | Släggkastning  | 74.47   | 15        | Gick inte vidare | Gick inte vidare |
| Ihor Tuhaj         | Släggkastning  | 71.89   | 24        | Gick inte vidare | Gick inte vidare |
| Jevhen Vjnohradov  | Släggkastning  | 74.49   | 14        | Gick inte vidare | Gick inte vidare |

Kombinerade grenar – Tiokamp
| Idrottare        | Gren     | 100 m | LJ   | SP    | HJ   | 400 m | 110H  | DT    | PV   | JT    | 1500 m  | Final | Placering |
| ---------------- | -------- | ----- | ---- | ----- | ---- | ----- | ----- | ----- | ---- | ----- | ------- | ----- | --------- |
| Oleksij Kasianov | Resultat | 10.53 | 7.56 | 15.15 | 1.96 | 47.70 | 14.27 | 48.39 | 4.30 | 51.59 | 4:28.94 | 8238  | 7         |
| Oleksij Kasianov | Poäng    | 968   | 950  | 799   | 767  | 924   | 927   | 837   | 702  | 612   | 752     | 8238  | 7         |

Damer
Bana & landsväg
| Idrottare                                                            | Gren           | Heat     | Heat      | Kvartsfinal | Kvartsfinal | Semifinal        | Semifinal        | Final            | Final            |
| Idrottare                                                            | Gren           | Resultat | Placering | Resultat    | Placering   | Resultat         | Placering        | Resultat         | Placering        |
| -------------------------------------------------------------------- | -------------- | -------- | --------- | ----------- | ----------- | ---------------- | ---------------- | ---------------- | ---------------- |
| Natalija Pogrebnjak                                                  | 100 m          | 11.60    | 4 q       | 11.55       | 8           | Gick inte vidare | Gick inte vidare | Gick inte vidare | Gick inte vidare |
| Natalija Pyhyda                                                      | 200 m          | 22.91    | 1 Q       | 23.03       | 4 q         | 22.95            | 6                | Gick inte vidare | Gick inte vidare |
| Antonina Jefremova                                                   | 400 m          | 53.22    | 6         | i.u.        | i.u.        | Gick inte vidare | Gick inte vidare | Gick inte vidare | Gick inte vidare |
| Julija Krevsun                                                       | 800 m          | 2:00.21  | 1 Q       | i.u.        | i.u.        | 1:57.32          | 2 Q              | 1:58.73          | 7                |
| Tetiana Petljuk                                                      | 800 m          | 2:00.00  | 2 Q       | i.u.        | i.u.        | 1:59.27          | 4                | Gick inte vidare | Gick inte vidare |
| Irina Lisjtjinska                                                    | 1 500 m        | 4:13.60  | 1 Q       | i.u.        | i.u.        | i.u.             | i.u.             | 4:01.63          | 2                |
| Anna Misjtjenko                                                      | 1 500 m        | 4:05.61  | 4 q       | i.u.        | i.u.        | i.u.             | i.u.             | 4:05.13          | 9                |
| Natalija Tobias                                                      | 1 500 m        | 4:03.19  | 2 Q       | i.u.        | i.u.        | i.u.             | i.u.             | 4:01.76          | 3                |
| Natalija Berkut                                                      | 10 000 m       | i.u.     | i.u.      | i.u.        | i.u.        | i.u.             | i.u.             | DNS              | DNS              |
| Jevgenija Snihur                                                     | 100 m häck     | 13.06    | 5         | i.u.        | i.u.        | Gick inte vidare | Gick inte vidare | Gick inte vidare | Gick inte vidare |
| Anastasija Rabtjenjuk                                                | 400 m häck     | 55.18    | 2 Q       | i.u.        | i.u.        | 54.60            | 2 Q              | 53.96            | 4                |
| Valentjna Horpjnjtj                                                  | 3 000 m hinder | 9:43.95  | 11        | i.u.        | i.u.        | i.u.             | i.u.             | Gick inte vidare | Gick inte vidare |
| Natalija Pogrebnjak Natalija Pyhyda Oksana Sjtjerbak Irjna Sjepetjuk | 4 x 100 m      | DSQ      | DSQ       | i.u.        | i.u.        | i.u.             | i.u.             | Gick inte vidare | Gick inte vidare |
| Ksenija Karandjuk Tetiana Petljuk Natalija Pyhyda Oksana Sjtjerbak   | 4 x 400 m      | 3:27.91  | 5         | i.u.        | i.u.        | i.u.             | i.u.             | Gick inte vidare | Gick inte vidare |
| Tatiana Filonjuk                                                     | Maraton        | i.u.     | i.u.      | i.u.        | i.u.        | i.u.             | i.u.             | 2:33:35          | 31               |
| Oksana Skljarenko                                                    | Maraton        | i.u.     | i.u.      | i.u.        | i.u.        | i.u.             | i.u.             | 2:55:39          | 69               |
| Nadija Prokopuk                                                      | 20 km gång     | i.u.     | i.u.      | i.u.        | i.u.        | i.u.             | i.u.             | 1:35:50          | 34               |
| Vira Zozulja                                                         | 20 km gång     | i.u.     | i.u.      | i.u.        | i.u.        | i.u.             | i.u.             | 1:30:31          | 17               |

Teknikgrenar
| Idrottare           | Gren           | Kval  | Kval      | Final            | Final            |
| Idrottare           | Gren           | Längd | Placering | Längd            | Placering        |
| ------------------- | -------------- | ----- | --------- | ---------------- | ---------------- |
| Ludmila Blonska     | Längdhopp      | 6.76  | DSQ       | Gick inte vidare | Gick inte vidare |
| Viktoriya Rybalko   | Längdhopp      | 6.43  | 23        | Gick inte vidare | Gick inte vidare |
| Oleksandra Stadnjuk | Längdhopp      | 6.19  | 32        | Gick inte vidare | Gick inte vidare |
| Lilija Kuljk        | Tresteg        | 13.66 | 24        | Gick inte vidare | Gick inte vidare |
| Svitlana Mamieieva  | Tresteg        | 14.01 | 13        | Gick inte vidare | Gick inte vidare |
| Olha Saladucha      | Tresteg        | 14.46 | 7 q       | 14.70            | 9                |
| Vita Palamar        | Höjdhopp       | 1.93  | =8 q      | 1.99             | 5                |
| Viktorija Stjopina  | Höjdhopp       | 1.93  | =1 Q      | 1.93             | 12               |
| Natalija Kusjtj     | Stavhopp       | 4.15  | 27        | Gick inte vidare | Gick inte vidare |
| Olena Antonova      | Diskuskastning | 61.25 | 11 q      | 62.59            | 2                |
| Katerjna Karsak     | Diskuskastning | 58.61 | 21        | Gick inte vidare | Gick inte vidare |
| Natalija Semonova   | Diskuskastning | 60.18 | 14        | Gick inte vidare | Gick inte vidare |
| Olha Ivankova       | Spjutkastning  | 57.05 | 25        | Gick inte vidare | Gick inte vidare |
| Tetjana Ljachovjtj  | Spjutkastning  | 55.50 | 35        | Gick inte vidare | Gick inte vidare |
| Vera Rebrik         | Spjutkastning  | 59.05 | 16        | Gick inte vidare | Gick inte vidare |
| Iryna Novozjylova   | Släggkastning  | 68.11 | 13        | Gick inte vidare | Gick inte vidare |
| Inna Sajenko        | Släggkastning  | 66.92 | 25        | Gick inte vidare | Gick inte vidare |
| Irjna Sekatjova     | Släggkastning  | 67.47 | 24        | Gick inte vidare | Gick inte vidare |

Kombinerade grenar – Sjukamp
| Mångkampare       | Gren     | 100H  | HJ   | SP    | 200 m | LJ   | JT    | 800 m   | Final | Placering |
| ----------------- | -------- | ----- | ---- | ----- | ----- | ---- | ----- | ------- | ----- | --------- |
| Ludmila Blonska   | Resultat | 13.31 | 1.86 | 14.29 | 24.14 | 6.48 | 47.60 | 2:09.44 | 6700  | DSQ*      |
| Ludmila Blonska   | Poäng    | 1078  | 1054 | 813   | 967   | 1001 | 814   | 973     | 6700  | DSQ*      |
| Natalja Dobrynska | Resultat | 13.44 | 1.80 | 17.29 | 24.39 | 6.63 | 48.60 | 2:17.72 | 6733  | 1         |
| Natalja Dobrynska | Poäng    | 1059  | 978  | 1015  | 944   | 1049 | 833   | 855     | 6733  | 1         |
| Hanna Melnytjenko | Resultat | 13.52 | 1.80 | 13.18 | 24.35 | 6.40 | 35.89 | 2:15.23 | 6165  | 14        |
| Hanna Melnytjenko | Poäng    | 1047  | 978  | 739   | 947   | 975  | 589   | 890     | 6165  | 14        |

## Fäktning
Herrar
| Idrottare                                                      | Gren                | Omgång 1          | Sextondelsfinal          | Åttondelsfinal        | Kvartsfinal       | Semifinal                               | Final / BM                       | Final / BM       |
| Idrottare                                                      | Gren                | Motståndare Poäng | Motståndare Poäng        | Motståndare Poäng     | Motståndare Poäng | Motståndare Poäng                       | Motståndare Poäng                | Placering        |
| -------------------------------------------------------------- | ------------------- | ----------------- | ------------------------ | --------------------- | ----------------- | --------------------------------------- | -------------------------------- | ---------------- |
| Dmjtro Tjumak                                                  | Värja, individuellt | BYE               | Limardo (VEN) W 15–13    | Jung J-s (KOR) L 7–15 | Gick inte vidare  | Gick inte vidare                        | Gick inte vidare                 | Gick inte vidare |
| Maksym Chvorost                                                | Värja, individuellt | BYE               | Tikhomirov (CAN) L 11–15 | Gick inte vidare      | Gick inte vidare  | Gick inte vidare                        | Gick inte vidare                 | Gick inte vidare |
| Bohdan Nikishyn                                                | Värja, individuellt | Wood (RSA) W 15–7 | Kauter (SUI) L 12–15     | Gick inte vidare      | Gick inte vidare  | Gick inte vidare                        | Gick inte vidare                 | Gick inte vidare |
| Dmjtro Tjumak Maksym Chvorost Vitalij Medvedev Bohdan Nikishyn | Värja, lag          | i.u.              | i.u.                     | i.u.                  | Polen L 37–45     | Klassificeringssemifinal Ungern L 29–49 | 7:e plats-final Sydkorea W 41–39 | 7                |

Damer
| Idrottare                                              | Gren                  | Omgång 1                  | Sextondelsfinal         | Åttondelsfinal         | Kvartsfinal       | Semifinal         | Final / BM        | Final / BM       |
| Idrottare                                              | Gren                  | Motståndare Poäng         | Motståndare Poäng       | Motståndare Poäng      | Motståndare Poäng | Motståndare Poäng | Motståndare Poäng | Placering        |
| ------------------------------------------------------ | --------------------- | ------------------------- | ----------------------- | ---------------------- | ----------------- | ----------------- | ----------------- | ---------------- |
| Jana Sjemjakina                                        | Värja, individuellt   | i.u.                      | Jiménez (PAN) L 13–15   | Gick inte vidare       | Gick inte vidare  | Gick inte vidare  | Gick inte vidare  | Gick inte vidare |
| Olha Lelejko                                           | Florett, individuellt | Mroczkiewicz (POL) L 9–15 | Gick inte vidare        | Gick inte vidare       | Gick inte vidare  | Gick inte vidare  | Gick inte vidare  | Gick inte vidare |
| Olha Charlan                                           | Sabel, individuellt   | Marzocca (ITA) W 15–8     | Jacobson (USA) L 13–15  | Gick inte vidare       | Gick inte vidare  | Gick inte vidare  | Gick inte vidare  | Gick inte vidare |
| Olena Chomrova                                         | Sabel, individuellt   | Socha (POL) W 15–11       | Djatjenko (RUS) W 15–14 | Jacobson (USA) L 11–15 | Gick inte vidare  | Gick inte vidare  | Gick inte vidare  | Gick inte vidare |
| Halyna Pundyk                                          | Sabel, individuellt   | du Plooy (RSA) W 15–7     | Velikaja (RUS) L 7–15   | Gick inte vidare       | Gick inte vidare  | Gick inte vidare  | Gick inte vidare  | Gick inte vidare |
| Olha Charlan Olena Chomrova Halyna Pundyk Olha Zjovnir | Sabel, lag            | i.u.                      | i.u.                    | i.u.                   | Ryssland W 45–34  | USA W 45–39       | Kina W 45–44      | 1                |

## Gymnastik

### Artistisk gymnastik
Herrar
| Gymnast            | Gren   | Kval    | Kval    | Kval    | Kval    | Kval    | Kval    | Kval   | Kval      | Final            | Final            | Final            | Final            | Final            | Final            | Final            | Final            |                  |
| Gymnast            | Gren   | Redskap | Redskap | Redskap | Redskap | Redskap | Redskap | Totalt | Placering | Redskap          | Redskap          | Redskap          | Redskap          | Redskap          | Redskap          | Totalt           | Placering        |                  |
| Gymnast            | Gren   | F       | PH      | R       | V       | PB      | HB      | Totalt | Placering | F                | PH               | R                | V                | PB               | HB               | Totalt           | Placering        |                  |
| ------------------ | ------ | ------- | ------- | ------- | ------- | ------- | ------- | ------ | --------- | ---------------- | ---------------- | ---------------- | ---------------- | ---------------- | ---------------- | ---------------- | ---------------- | ---------------- |
| Valerij Hontjarov  | Barr   | i.u.    | i.u.    | i.u.    | i.u.    | 16.000  | i.u.    | 16.000 | 11        | Gick inte vidare | Gick inte vidare | Gick inte vidare | Gick inte vidare | Gick inte vidare | Gick inte vidare | Gick inte vidare | Gick inte vidare |                  |
| Valerij Hontjarov  | Barr   | Räck    | i.u.    | i.u.    | i.u.    | i.u.    | i.u.    | 13.850 | 13.850    | 62               | Gick inte vidare | Gick inte vidare | Gick inte vidare | Gick inte vidare | Gick inte vidare | Gick inte vidare | Gick inte vidare | Gick inte vidare |
| Oleksandr Vorobjov | Ringar | i.u.    | i.u.    | 16.250  | i.u.    | i.u.    | i.u.    | 16.250 | 3 Q       | i.u.             | i.u.             | 16.250           | i.u.             | i.u.             | i.u.             | 16.325           | 3                |                  |

Damer
Lag
| Gymnast             | Gren        | Kval    | Kval    | Kval     | Kval    | Kval    | Kval      | Final            | Final            | Final            | Final            | Final            | Final            |
| Gymnast             | Gren        | Redskap | Redskap | Redskap  | Redskap | Totalt  | Placering | Redskap          | Redskap          | Redskap          | Redskap          | Totalt           | Placering        |
| Gymnast             | Gren        | F       | V       | UB       | BB      | Totalt  | Placering | F                | V                | UB               | BB               | Totalt           | Placering        |
| ------------------- | ----------- | ------- | ------- | -------- | ------- | ------- | --------- | ---------------- | ---------------- | ---------------- | ---------------- | ---------------- | ---------------- |
| Valentyna Holenkova | Lagmångkamp | 14.375  | 13.975  | 14.275   | 14.125  | 56.750  | 37 R      | Gick inte vidare | Gick inte vidare | Gick inte vidare | Gick inte vidare | Gick inte vidare | Gick inte vidare |
| Anastasija Koval    | Lagmångkamp | i.u.    | i.u.    | 16.325 Q | 13.000  | i.u.    | i.u.      | Gick inte vidare | Gick inte vidare | Gick inte vidare | Gick inte vidare | Gick inte vidare | Gick inte vidare |
| Alina Kozytj        | Lagmångkamp | 13.625  | 14.975  | 15.175   | 12.000  | 55.775  | 45        | Gick inte vidare | Gick inte vidare | Gick inte vidare | Gick inte vidare | Gick inte vidare | Gick inte vidare |
| Iryna Krasnjanska   | Lagmångkamp | 14.250  | 14.200  | 15.025   | i.u.    | i.u.    | i.u.      | Gick inte vidare | Gick inte vidare | Gick inte vidare | Gick inte vidare | Gick inte vidare | Gick inte vidare |
| Maryna Proskurina   | Lagmångkamp | i.u.    | 14.850  | 14.625   | 13.675  | i.u.    | i.u.      | Gick inte vidare | Gick inte vidare | Gick inte vidare | Gick inte vidare | Gick inte vidare | Gick inte vidare |
| Darija Zhoba        | Lagmångkamp | i.u.    | i.u.    | 15.675 Q | 14.875  | i.u.    | i.u.      | Gick inte vidare | Gick inte vidare | Gick inte vidare | Gick inte vidare | Gick inte vidare | Gick inte vidare |
| Totalt              | Lagmångkamp | 60.625  | 58.000  | 59.700   | 52.800  | 231.125 | 11        | Gick inte vidare | Gick inte vidare | Gick inte vidare | Gick inte vidare | Gick inte vidare | Gick inte vidare |

Individuella finaler
| Gymnast          | Gren | Redskap | Redskap | Redskap | Redskap | Totalt | Placering |
| Gymnast          | Gren | F       | V       | UB      | BB      | Totalt | Placering |
| ---------------- | ---- | ------- | ------- | ------- | ------- | ------ | --------- |
| Anastasija Koval | Barr | i.u.    | i.u.    | 16.375  | i.u.    | 16.375 | 5         |
| Darija Zhoba     | Barr | i.u.    | i.u.    | 14.875  | i.u.    | 14.875 | 8         |

### Rytmisk gymnastik
| Gymnast         | Gren         | Kval   | Kval     | Kval   | Kval   | Kval   | Kval      | Final  | Final    | Final  | Final  | Final  | Final     |
| Gymnast         | Gren         | Rep    | Tunnband | Käglor | Band   | Total  | Placering | Rep    | Tunnband | Käglor | Band   | Totalt | Placering |
| --------------- | ------------ | ------ | -------- | ------ | ------ | ------ | --------- | ------ | -------- | ------ | ------ | ------ | --------- |
| Anna Bessonova  | Individuellt | 17.950 | 18.450   | 18.100 | 18.325 | 72.825 | 3 Q       | 17.975 | 17.775   | 17.900 | 18.225 | 71.875 | 3         |
| Natalia Godunko | Individuellt | 17.500 | 17.375   | 17.650 | 16.875 | 69.400 | 6 Q       | 16.700 | 17.500   | 17.525 | 17.125 | 68.850 | 7         |

| Gymnast                                                                                             | Gren  | Kval   | Kval                | Kval   | Kval      | Final  | Final               | Final  | Final     |
| Gymnast                                                                                             | Gren  | 5 rep  | 3 tunnband 2 käglor | Totalt | Placering | 5 rep  | 3 tunnband 2 käglor | Total  | Placering |
| --------------------------------------------------------------------------------------------------- | ----- | ------ | ------------------- | ------ | --------- | ------ | ------------------- | ------ | --------- |
| Krystyna Tjerepenina Olena Dmytrasj Alina Maksjmenko Vira Perederij Julija Slobodjan Vita Zubtjenko | Trupp | 15.800 | 15.825              | 31.625 | 6 Q       | 15.975 | 15.125              | 31.100 | 8         |

### Trampolin
| Gymnast       | Gren   | Kval  | Kval      | Final | Final     |
| Gymnast       | Gren   | Poäng | Placering | Poäng | Placering |
| ------------- | ------ | ----- | --------- | ----- | --------- |
| Juri Nikitin  | Herrar | 70.70 | 4 Q       | 39.80 | 5         |
| Olena Movtjan | Damer  | 64.80 | 6 Q       | 36.60 | 4         |

## Judo
- 81 kg H Roman Gontiuk

Herrar
| Idrottare        | Gren                     | Inledande omgång           | Sextondelsfinal              | Åttondelsfinal           | Kvartsfinal              | Semifinal                 | Återkval 1           | Återkval 2                | Återkval 3           | Final / BM                  | Final / BM       |
| Idrottare        | Gren                     | Motståndare Resultat       | Motståndare Resultat         | Motståndare Resultat     | Motståndare Resultat     | Motståndare Resultat      | Motståndare Resultat | Motståndare Resultat      | Motståndare Resultat | Motståndare Resultat        | Placering        |
| ---------------- | ------------------------ | -------------------------- | ---------------------------- | ------------------------ | ------------------------ | ------------------------- | -------------------- | ------------------------- | -------------------- | --------------------------- | ---------------- |
| Maksym Korotun   | Extra lättvikt (-60 kg)  | Lourenço (BRA) L 0001–1001 | Gick inte vidare             | Gick inte vidare         | Gick inte vidare         | Gick inte vidare          | Gick inte vidare     | Gick inte vidare          | Gick inte vidare     | Gick inte vidare            | Gick inte vidare |
| Gennadiy Bilodid | Lättvikt (-73 kg)        | i.u.                       | Mezhidov (RUS) W 1000–0000   | Boqiev (TJK) L 0000–1000 | Gick inte vidare         | Gick inte vidare          | BYE                  | Kibanza (COD) W 0011–0001 | Si (CHN) W 0001–0000 | Guilheiro (BRA) L 0001–1000 | 5                |
| Roman Gontiuk    | Halv mellanvikt (-81 kg) | BYE                        | Denanyoh (TOG) W 1010–0001   | Valles (COL) W 0110–0001 | Burton (GBR) W 0121–0010 | Bischof (GER) L 0001–0011 | BYE                  | BYE                       | BYE                  | Nyamkhüü (MGL) W 0110–0100  | 3                |
| Valentyn Grekov  | Mellanvikt (-90 kg)      | i.u.                       | Camacho (VEN) L 0000–1000    | Gick inte vidare         | Gick inte vidare         | Gick inte vidare          | Gick inte vidare     | Gick inte vidare          | Gick inte vidare     | Gick inte vidare            | Gick inte vidare |
| Yevgen Sotnikov  | Tungvikt (+100 kg)       | BYE                        | Schlittler (BRA) L 0001–0010 | Gick inte vidare         | Gick inte vidare         | Gick inte vidare          | Gick inte vidare     | Gick inte vidare          | Gick inte vidare     | Gick inte vidare            | Gick inte vidare |

Damer
| Idrottare          | Gren                    | Sextondelsfinal           | Åttondelsfinal            | Kvartsfinal          | Semifinal            | Återkval 1                      | Återkval 2                 | Återkval 3           | Final / BM           | Final / BM       |
| Idrottare          | Gren                    | Motståndare Resultat      | Motståndare Resultat      | Motståndare Resultat | Motståndare Resultat | Motståndare Resultat            | Motståndare Resultat       | Motståndare Resultat | Motståndare Resultat | Placering        |
| ------------------ | ----------------------- | ------------------------- | ------------------------- | -------------------- | -------------------- | ------------------------------- | -------------------------- | -------------------- | -------------------- | ---------------- |
| Lyudmyla Lusnikova | Extra lättvikt (-48 kg) | M'barki (TUN) W 0221–0000 | Kim Y-R (KOR) L 0000–0100 | Gick inte vidare     | Gick inte vidare     | Gick inte vidare                | Gick inte vidare           | Gick inte vidare     | Gick inte vidare     | Gick inte vidare |
| Nataliya Smal      | Mellanvikt (-70 kg)     | BYE                       | Böhm (GER) L 0010–1001    | Gick inte vidare     | Gick inte vidare     | Mendy (SEN) W 0201–0000         | Iglesias (ESP) L 0000–0011 | Gick inte vidare     | Gick inte vidare     | Gick inte vidare |
| Maryna Pryschchepa | Halv tungvikt (-78 kg)  | Wollert (GER) L 0010–0011 | Gick inte vidare          | Gick inte vidare     | Gick inte vidare     | Gick inte vidare                | Gick inte vidare           | Gick inte vidare     | Gick inte vidare     | Gick inte vidare |
| Maryna Prokof'yeva | Tungvikt (+78 kg)       | BYE                       | Tong W (CHN) L 0010–0011  | Gick inte vidare     | Gick inte vidare     | Donguzashvili (RUS) L 0000–0010 | Gick inte vidare           | Gick inte vidare     | Gick inte vidare     | Gick inte vidare |

## Kanotsport
Sprint
| Kanotist                          | Gren                 | Heat     | Heat      | Semifinal | Semifinal | Final            | Final            |
| Kanotist                          | Gren                 | Tid      | Placering | Tid       | Placering | Tid              | Placering        |
| --------------------------------- | -------------------- | -------- | --------- | --------- | --------- | ---------------- | ---------------- |
| Inna Osypenko                     | Damernas K-1 500 m   | 1:49.776 | 5 QS      | 1:51.558  | 1 Q       | 1:50.673         | 1                |
| Jurij Tjeban                      | Herrarnas C-1 500 m  | 1:49.454 | 3 QS      | 1:51.507  | 1 Q       | 1:48.766         | 3                |
| Jurij Tjeban                      | Herrarnas C-1 1000 m | 4:23.188 | 6 QS      | 4:06.095  | 7         | Gick inte vidare | Gick inte vidare |
| Sergiy Bezuglyy Maksym Prokopenko | Herrarnas C-2 500 m  | 1:42.054 | 3 QF      | BYE       | BYE       | 1:44.157         | 7                |
| Ruslan Dzhalilov Petro Kruk       | Herrarnas C-2 1000 m | 4:06.744 | 7 QS      | 3:46.050  | 5         | Gick inte vidare | Gick inte vidare |

## Konstsim
| Idrottare                      | Gren           | Teknisk rutin | Teknisk rutin | Fri rutin (inledande) | Fri rutin (inledande)  | Fri rutin (inledande) | Fri rutin (final) | Fri rutin (final)      | Fri rutin (final) |
| Idrottare                      | Gren           | Poäng         | Placering     | Poäng                 | Totalt (teknisk + fri) | Placering             | Placering         | Totalt (teknisk + fri) | Placering         |
| ------------------------------ | -------------- | ------------- | ------------- | --------------------- | ---------------------- | --------------------- | ----------------- | ---------------------- | ----------------- |
| Ksenija Sydorenko Darya Jusjko | Damernas duett | 46.084        | 8             | 46.334                | 92.418                 | 8 Q                   | 46.584            | 92.668                 | 8                 |

## Modern femkamp
| Idrottare            | Gren   | Skytte (10 meter luftpistol) | Skytte (10 meter luftpistol) | Skytte (10 meter luftpistol) | Fäktning (värja) | Fäktning (värja) | Fäktning (värja) | Simning (200 m frisim) | Simning (200 m frisim) | Simning (200 m frisim) | Ridsport (hästhoppning) | Ridsport (hästhoppning) | Ridsport (hästhoppning) | Löpning (3000 m) | Löpning (3000 m) | Löpning (3000 m) | Totalpoäng | Slutresultat |
| Idrottare            | Gren   | Poäng                        | Placering                    | MF-poäng                     | Resultat         | Placering        | MF-poäng         | Tid                    | Placering              | MF-poäng               | Straff                  | Placering               | MF-poäng                | Tid              | Placering        | MF-poäng         | Totalpoäng | Slutresultat |
| -------------------- | ------ | ---------------------------- | ---------------------------- | ---------------------------- | ---------------- | ---------------- | ---------------- | ---------------------- | ---------------------- | ---------------------- | ----------------------- | ----------------------- | ----------------------- | ---------------- | ---------------- | ---------------- | ---------- | ------------ |
| Dmytro Kirpuljanskyj | Herrar | 184                          | 11                           | 1144                         | 20–15            | 7                | 880              | 2:04,37                | 13                     | 1308                   | 112                     | 10                      | 1088                    | 10:01,57         | 31               | 996              | 5416       | 9            |
| Pavlo Tymosjtjenko   | Herrar | 185                          | 9                            | 1156                         | 22–13            | 4                | 908              | 2:09,20                | 28                     | 1252                   | 152                     | 17                      | 1048                    | 9:42,61          | 24               | 1072             | 5436       | 7            |
| Viktorija Teresjtjuk | Damer  | i.u.                         | i.u.                         | i.u.                         | i.u.             | i.u.             | i.u.             | i.u.                   | i.u.                   | i.u.                   | i.u.                    | i.u.                    | i.u.                    | i.u.             | i.u.             | i.u.             | i.u.       | DSQ          |

## Ridsport

### Hoppning
| Ryttare                                                                     | Häst            | Gren                  | Kval     | Kval      | Kval       | Kval       | Kval       | Kval             | Kval             | Kval             | Final            | Final            | Final            | Final            | Final            | Totalt           | Totalt           |
| Ryttare                                                                     | Häst            | Gren                  | Omgång 1 | Omgång 1  | Omgång 2   | Omgång 2   | Omgång 2   | Omgång 3         | Omgång 3         | Omgång 3         | Omgång A         | Omgång A         | Omgång B         | Omgång B         | Omgång B         | Totalt           | Totalt           |
| Ryttare                                                                     | Häst            | Gren                  | Straff   | Placering | Straff     | Totalt     | Placering  | Straff           | Totalt           | Placering        | Straff           | Placering        | Straff           | Totalt           | Placering        | Straff           | Placering        |
| --------------------------------------------------------------------------- | --------------- | --------------------- | -------- | --------- | ---------- | ---------- | ---------- | ---------------- | ---------------- | ---------------- | ---------------- | ---------------- | ---------------- | ---------------- | ---------------- | ---------------- | ---------------- |
| Björn Nagel                                                                 | Magic Bengtsson | Individuell hoppning  | 10       | 56        | 9          | 19         | 44 Q       | Startade inte    | Startade inte    | Startade inte    | Gick inte vidare | Gick inte vidare | Gick inte vidare | Gick inte vidare | Gick inte vidare | Gick inte vidare | Gick inte vidare |
| Katharina Offel                                                             | Lord Spezi      | Individuell hoppning  | 27       | 73        | 17         | 44         | 65         | Gick inte vidare | Gick inte vidare | Gick inte vidare | Gick inte vidare | Gick inte vidare | Gick inte vidare | Gick inte vidare | Gick inte vidare | 44               | 65               |
| Aleksandr Onishchenko                                                       | Codar           | Individuell hoppning  | 18       | 70        | Eliminerad | Eliminerad | Eliminerad | Gick inte vidare | Gick inte vidare | Gick inte vidare | Gick inte vidare | Gick inte vidare | Gick inte vidare | Gick inte vidare | Gick inte vidare | 18               | 70               |
| Jean-Claude Vangeenberghe                                                   | Quintus         | Individuell hoppning  | 5        | 39        | 8          | 13         | 33 Q       | 4                | 17               | 33 Q             | 4                | 11 Q             | 4                | 8                | 10               | 8                | 10               |
| Björn Nagel Katharina Offel Aleksandr Onishchenko Jean-Claude Vangeenberghe | Se ovan         | Lagtävling i hoppning | i.u.     | i.u.      | i.u.       | i.u.       | i.u.       | i.u.             | i.u.             | i.u.             | 34               | 12               | Gick inte vidare | Gick inte vidare | Gick inte vidare | 34               | 12               |

## Rodd
Herrar
| Idrottare                                                        | Gren        | Heat    | Heat      | Återkval | Återkval  | Semifinal | Semifinal | Final   | Final     | Final |
| Idrottare                                                        | Gren        | Tid     | Placering | Tid      | Placering | Tid       | Placering | Tid     | Placering |       |
| ---------------------------------------------------------------- | ----------- | ------- | --------- | -------- | --------- | --------- | --------- | ------- | --------- | ----- |
| Sergij Bilousjtjenko Sergij Gryn Oleg Ljkov Volodymyr Pavlovskij | Scullerfyra | 5:40,11 | 1 SA/B    | BYE      | BYE       | 6:03,71   | 5 FB      | 5:47,89 | 8         |       |

Damer
| Idrottare                                                                   | Gren          | Heat    | Heat      | Återkval | Återkval  | Final   | Final     | Final |
| Idrottare                                                                   | Gren          | Tid     | Placering | Tid      | Placering | Tid     | Placering |       |
| --------------------------------------------------------------------------- | ------------- | ------- | --------- | -------- | --------- | ------- | --------- | ----- |
| Jana Dementieva Kateryna Tarasenko                                          | Dubbelsculler | 7:25,03 | 5 R       | 7:06,77  | 4 FB      | 7:17,82 | 7         |       |
| Tetiana Kolesnikova Natalija Lialtjuk Olena Olefirenko Svitlana Spiryuchova | Scullerfyra   | 6:17,84 | 2 R       | 6:41,45  | 4 FA      | 6:20,02 | 4         |       |

## Segling
Herrar
| Seglare         | Gren | Lopp | Lopp | Lopp | Lopp | Lopp | Lopp | Lopp | Lopp | Lopp | Lopp | Lopp | Summerad poäng | Finalplacering |
| Seglare         | Gren | 1    | 2    | 3    | 4    | 5    | 6    | 7    | 8    | 9    | 10   | M*   | Summerad poäng | Finalplacering |
| --------------- | ---- | ---- | ---- | ---- | ---- | ---- | ---- | ---- | ---- | ---- | ---- | ---- | -------------- | -------------- |
| Maksym Oberemko | RS:X | 3    | 16   | 4    | 9    | 13   | 11   | 24   | DSQ  | 11   | 12   | EL   | 103            | 12             |

M = Medaljlopp; EL = Eliminerad – gick inte vidare till medaljloppet;
Damer
| Seglare        | Gren | Lopp | Lopp | Lopp | Lopp | Lopp | Lopp | Lopp | Lopp | Lopp | Lopp | Lopp | Summerad poäng | Finalplacering |
| Seglare        | Gren | 1    | 2    | 3    | 4    | 5    | 6    | 7    | 8    | 9    | 10   | M*   | Summerad poäng | Finalplacering |
| -------------- | ---- | ---- | ---- | ---- | ---- | ---- | ---- | ---- | ---- | ---- | ---- | ---- | -------------- | -------------- |
| Olha Maslivets | RS:X | 5    | 6    | 14   | 11   | 10   | 1    | 4    | 12   | 12   | 12   | 5    | 83             | 8              |

M = Medaljlopp; EL = Eliminerad – gick inte vidare till medaljloppet;
Öppen
| Seglare                           | Gren    | Lopp | Lopp | Lopp | Lopp | Lopp | Lopp | Lopp | Lopp | Lopp | Lopp | Lopp | Lopp | Lopp | Lopp | Lopp | Lopp | Summerad poäng | Finalplacering |
| Seglare                           | Gren    | 1    | 2    | 3    | 4    | 5    | 6    | 7    | 8    | 9    | 10   | 11   | 12   | 13   | 14   | 15   | M*   | Summerad poäng | Finalplacering |
| --------------------------------- | ------- | ---- | ---- | ---- | ---- | ---- | ---- | ---- | ---- | ---- | ---- | ---- | ---- | ---- | ---- | ---- | ---- | -------------- | -------------- |
| George Leontjuk Rodion Luka       | 49er    | 6    | 11   | 12   | 15   | DSQ  | OCS  | 13   | 15   | 8    | 15   | 10   | 14   | CAN  | CAN  | CAN  | EL   | 139            | 15             |
| Pavlo Kalyntjev Andrij Sjafranyuk | Tornado | 4    | 15   | 6    | 13   | 15   | 11   | 12   | 14   | 13   | 11   | i.u. | i.u. | i.u. | i.u. | i.u. | EL   | 99             | 13             |

M = Medaljlopp; EL = Eliminerad – gick inte vidare till medaljloppet;

## Simhopp
- 3 m parhoppning H Ukraina
- Illya Kvasha
- Oleksiy Prygorov

Herrar
| Idrottare                     | Gren            | Kval   | Kval      | Semifinal        | Semifinal        | Final            | Final            |
| Idrottare                     | Gren            | Poäng  | Placering | Poäng            | Placering        | Poäng            | Placering        |
| ----------------------------- | --------------- | ------ | --------- | ---------------- | ---------------- | ---------------- | ---------------- |
| Illja Kvasja                  | 3 m             | 461,65 | 8 Q       | 439,55           | 15               | Gick inte vidare | Gick inte vidare |
| Jurij Sjljachov               | 3 m             | 405,05 | 23        | Gick inte vidare | Gick inte vidare | Gick inte vidare | Gick inte vidare |
| Kostyantyn Milyayev           | 10 m            | 410,05 | 20        | Gick inte vidare | Gick inte vidare | Gick inte vidare | Gick inte vidare |
| Anton Zacharov                | 10 m            | 344,95 | 29        | Gick inte vidare | Gick inte vidare | Gick inte vidare | Gick inte vidare |
| Illja Kvasja Oleksij Pryhorov | 3 m parhoppning | i.u.   | i.u.      | i.u.             | i.u.             | 415,05           | 3                |

Damer
| Idrottare                           | Gren            | Kval   | Kval      | Semifinal        | Semifinal        | Final            | Final            |
| Idrottare                           | Gren            | Poäng  | Placering | Poäng            | Placering        | Poäng            | Placering        |
| ----------------------------------- | --------------- | ------ | --------- | ---------------- | ---------------- | ---------------- | ---------------- |
| Olena Fedorova                      | 3 m             | 323,75 | 7 Q       | 329,10           | 6 Q              | 298,40           | 11               |
| Hanna Pysmenska                     | 3 m             | 223,50 | 26        | Gick inte vidare | Gick inte vidare | Gick inte vidare | Gick inte vidare |
| Iuliia Prokoptjuk                   | 10 m            | 290,40 | 20        | Gick inte vidare | Gick inte vidare | Gick inte vidare | Gick inte vidare |
| Hanna Pysmenska Marija Volosjtjenko | 3 m parhoppning | i.u.   | i.u.      | i.u.             | i.u.             | 293,10           | 7                |

## Skytte
- Snabbpistol 25 m H Oleksandr Petriv
- Frigevär 50 m H Artur Aivazian
- Frigevär 50 m helmatch (3x40 skott) H Juri Sucorukov

## Tennis
| Spelare                              | Gren      | Omgång 1                       | Omgång 2                                          | Åttondelsfinaler                      | Kvartsfinaler                              | Semifinaler                                   | Final / BM                       | Final / BM       |
| Spelare                              | Gren      | Motståndare Poäng              | Motståndare Poäng                                 | Motståndare Poäng                     | Motståndare Poäng                          | Motståndare Poäng                             | Motståndare Poäng                | Placering        |
| ------------------------------------ | --------- | ------------------------------ | ------------------------------------------------- | ------------------------------------- | ------------------------------------------ | --------------------------------------------- | -------------------------------- | ---------------- |
| Alona Bondarenko                     | Damsingel | Sequera (VEN) W 6–1, 0–1r      | Janković (SRB) L 5–7, 1–6                         | Did not advance                       | Did not advance                            | Did not advance                               | Did not advance                  | Did not advance  |
| Kateryna Bondarenko                  | Damsingel | Dementieva (RUS) L 1–6, 4–6    | Gick inte vidare                                  | Gick inte vidare                      | Gick inte vidare                           | Gick inte vidare                              | Gick inte vidare                 | Gick inte vidare |
| Marija Koryttseva                    | Damsingel | Obziler (ISR) W 5–7, 7–5, 6–4  | Šafářová (CZE) L 6–2, 1–6, 5–7                    | Gick inte vidare                      | Gick inte vidare                           | Gick inte vidare                              | Gick inte vidare                 | Gick inte vidare |
| Tatiana Perebijnis                   | Damsingel | Azarenka (BLR) L 4–6, 7–5, 4–6 | Gick inte vidare                                  | Gick inte vidare                      | Gick inte vidare                           | Gick inte vidare                              | Gick inte vidare                 | Gick inte vidare |
| Alona Bondarenko Kateryna Bondarenko | Damdubbel | i.u.                           | Domachowska / Radwańska (POL) W 6–3, 6–3          | Govortsova / Kustova (BLR) W 6–1, 6–3 | Pennetta / Schiavone (ITA) W 6–1, 3–6, 7–5 | S Williams / V Williams (USA) L 6–4, 4–6, 1–6 | Yan Z / Zheng J (CHN) L 2–6, 2–6 | 4                |
| Marija Koryttseva Tatiana Perebijnis | Damdubbel | i.u.                           | Medina Garrigues / Ruano Pascual (ESP) L 2–6, 2–6 | Gick inte vidare                      | Gick inte vidare                           | Gick inte vidare                              | Gick inte vidare                 | Gick inte vidare |

## Triathlon
| Triathlet              | Gren                | Simning (1.5 km) | Trans 1 | Cykling (40 km) | Trans 2 | Löpning (10 km) | Total tid  | Placering |
| ---------------------- | ------------------- | ---------------- | ------- | --------------- | ------- | --------------- | ---------- | --------- |
| Andrij Glusjtjenko     | Herrarnas triathlon | 18:59            | Varvad  | Varvad          | Varvad  | Varvad          | Varvad     | Varvad    |
| Volodymyr Polikarpenko | Herrarnas triathlon | 18:23            | 0:29    | 58:58           | 0:29    | 34:32           | 1:52:51,74 | 35        |
| Julija Jelistratova    | Damernas triathlon  | 21:02            | 0:30    | 1:05:18         | 0:35    | 36:09           | 2:03:34,39 | 24        |